# La macchina dei memi. Perché i geni non bastano
La macchina dei memi è un saggio di divulgazione scientifica della psicologa Susan Blackmore sul tema del meme. 

## Contenuto
Blackmore tenta di costituire la memetica come una scienza, discutendo il suo potenziale empirico e analitico, così come alcuni importanti problemi che riguardano la memetica. La prima metà del libro cerca di creare una maggiore chiarezza sulla definizione del meme, mentre l’ultima metà del libro consiste in una serie di possibili spiegazioni memetiche per problemi diversi come l'origine della lingua, l'origine del cervello umano, i fenomeni sessuali, internet e la nozione di sé. Queste argomentazioni, a suo avviso, forniscono spiegazioni più semplici e più chiare di quelle che cerca di offrire la genetica.
L'idea di meme, e la parola stessa, furono originariamente proposti da Richard Dawkins nel suo libro Il gene egoista, sebbene concetti simili, o analoghi, siano stati in circolazione per un po' prima della sua pubblicazione. Lo stesso Dawkins ha scritto una prefazione a La macchina dei memi.
Nel libro, Blackmore esamina le difficoltà associate al concetto di meme, inclusa la sua definizione, nonché le difficoltà che derivano dall'analogia con il gene. Ella vede il meme in termini di replicatore universale, di cui il gene è solo un esempio, piuttosto che considerare il meme uguale al gene. I replicatori universali possiedono, secondo Blackmore, tre caratteristiche fondamentali: replicazione ad alta fedeltà, alti livelli di fecondità (e quindi molte copie di sé stessi), e longevità. Crede che i memi siano entità più recenti dei geni, e che mentre i memi hanno raggiunto/evoluto un livello sufficientemente alto in queste caratteristiche per qualificarsi come replicatori, non sono ancora replicatori altrettanto efficaci quanto i geni.
Mentre la possibile esistenza dei memi è accettata da molti, essi sono a volte visti come entità subordinata ai geni. L'autrice suggerisce che questo non è vero, e che i memi sono replicatori indipendenti. In effetti, suggerisce che i memi possono in alcuni casi guidare l'evoluzione genetica, ed essere, inoltre, la causa del cervello anormalmente grande nell'Homo sapiens. Blackmore nota che il cervello umano ha iniziato ad espandersi di dimensioni  nello stesso periodo in cui abbiamo iniziato a usare gli strumenti e suggerisce che una volta che gli individui hanno cominciato a imitarsi l'un l'altro, la pressione selettiva ha favorito coloro che potevano fare buone scelte su cosa imitare, e coloro che sapevano imitare in modo intelligente, ovvero l'imitazione e non il linguaggio ci distingue dagli altri animali; in altre parole, in quel momento storico, l'evoluzione memetica si è affiancata e ha forse superato per importanza l'evoluzione genetica.

## Edizione
- Susan Blackmore, La macchina dei memi. Perché i geni non bastano, traduzione di Isabella Blum, Instar Libri, 2002, ISBN 9788846100436.